# Selección de fútbol sub-20 de Namibia
La Selección de fútbol sub-20 de Namibia es el equipo que representa al país en el Mundial Sub-20, en la Copa Sub-20 de la COSAFA y en el Campeonato Juvenil Africano; y es controlado por la Asociación de Fútbol de Namibia.

## Participaciones

### Mundial Sub-20
| Año   | Ronda        | J            | G            | E            | P            | GF           | GC           |
| ----- | ------------ | ------------ | ------------ | ------------ | ------------ | ------------ | ------------ |
| 1977  | No clasificó | No clasificó | No clasificó | No clasificó | No clasificó | No clasificó | No clasificó |
| 1979  | No clasificó | No clasificó | No clasificó | No clasificó | No clasificó | No clasificó | No clasificó |
| 1981  | No clasificó | No clasificó | No clasificó | No clasificó | No clasificó | No clasificó | No clasificó |
| 1983  | No clasificó | No clasificó | No clasificó | No clasificó | No clasificó | No clasificó | No clasificó |
| 1985  | No clasificó | No clasificó | No clasificó | No clasificó | No clasificó | No clasificó | No clasificó |
| 1987  | No clasificó | No clasificó | No clasificó | No clasificó | No clasificó | No clasificó | No clasificó |
| 1989  | No clasificó | No clasificó | No clasificó | No clasificó | No clasificó | No clasificó | No clasificó |
| 1991  | No clasificó | No clasificó | No clasificó | No clasificó | No clasificó | No clasificó | No clasificó |
| 1993  | No clasificó | No clasificó | No clasificó | No clasificó | No clasificó | No clasificó | No clasificó |
| 1995  | No clasificó | No clasificó | No clasificó | No clasificó | No clasificó | No clasificó | No clasificó |
| 1997  | No clasificó | No clasificó | No clasificó | No clasificó | No clasificó | No clasificó | No clasificó |
| 1999  | No clasificó | No clasificó | No clasificó | No clasificó | No clasificó | No clasificó | No clasificó |
| 2001  | No clasificó | No clasificó | No clasificó | No clasificó | No clasificó | No clasificó | No clasificó |
| 2003  | No clasificó | No clasificó | No clasificó | No clasificó | No clasificó | No clasificó | No clasificó |
| 2005  | No clasificó | No clasificó | No clasificó | No clasificó | No clasificó | No clasificó | No clasificó |
| 2007  | No clasificó | No clasificó | No clasificó | No clasificó | No clasificó | No clasificó | No clasificó |
| 2009  | No clasificó | No clasificó | No clasificó | No clasificó | No clasificó | No clasificó | No clasificó |
| 2011  | No clasificó | No clasificó | No clasificó | No clasificó | No clasificó | No clasificó | No clasificó |
| 2013  | No clasificó | No clasificó | No clasificó | No clasificó | No clasificó | No clasificó | No clasificó |
| 2015  | No clasificó | No clasificó | No clasificó | No clasificó | No clasificó | No clasificó | No clasificó |
| Total | 0/20         | 0            | 0            | 0            | 0            | 0            | 0            |

### Campeonato Juvenil Africano
| Africa U-20 Cup of Nations | Africa U-20 Cup of Nations | Africa U-20 Cup of Nations | Africa U-20 Cup of Nations | Africa U-20 Cup of Nations | Africa U-20 Cup of Nations | Africa U-20 Cup of Nations | Africa U-20 Cup of Nations |
| Año                        | Resultado                  | J                          | G                          | E                          | P                          | GF                         | GC                         |
| -------------------------- | -------------------------- | -------------------------- | -------------------------- | -------------------------- | -------------------------- | -------------------------- | -------------------------- |
| de 1979 a 1997             | No participó               | No participó               | No participó               | No participó               | No participó               | No participó               | No participó               |
| 1999                       | Abandonó el torneo         | Abandonó el torneo         | Abandonó el torneo         | Abandonó el torneo         | Abandonó el torneo         | Abandonó el torneo         | Abandonó el torneo         |
| 2001                       | No clasificó               | No clasificó               | No clasificó               | No clasificó               | No clasificó               | No clasificó               | No clasificó               |
| 2003                       | No clasificó               | No clasificó               | No clasificó               | No clasificó               | No clasificó               | No clasificó               | No clasificó               |
| 2005                       | No clasificó               | No clasificó               | No clasificó               | No clasificó               | No clasificó               | No clasificó               | No clasificó               |
| 2007                       | No clasificó               | No clasificó               | No clasificó               | No clasificó               | No clasificó               | No clasificó               | No clasificó               |
| 2009                       | No clasificó               | No clasificó               | No clasificó               | No clasificó               | No clasificó               | No clasificó               | No clasificó               |
| 2011                       | No clasificó               | No clasificó               | No clasificó               | No clasificó               | No clasificó               | No clasificó               | No clasificó               |
| 2013                       | No clasificó               | No clasificó               | No clasificó               | No clasificó               | No clasificó               | No clasificó               | No clasificó               |
| 2015                       | No clasificó               | No clasificó               | No clasificó               | No clasificó               | No clasificó               | No clasificó               | No clasificó               |
| 2017                       | Por disputarse             | Por disputarse             | Por disputarse             | Por disputarse             | Por disputarse             | Por disputarse             | Por disputarse             |
| 2019                       | Por disputarse             | Por disputarse             | Por disputarse             | Por disputarse             | Por disputarse             | Por disputarse             | Por disputarse             |
| Total                      | 0/20                       | -                          | -                          | -                          | -                          | -                          | -                          |

### Copa Sub-20 de la COSAFA
| Año   | Ronda            | J            | G            | E            | P            | GF           | GC           |
| ----- | ---------------- | ------------ | ------------ | ------------ | ------------ | ------------ | ------------ |
| 1983  | No participó     | No participó | No participó | No participó | No participó | No participó | No participó |
| 1985  | No participó     | No participó | No participó | No participó | No participó | No participó | No participó |
| 1986  | No participó     | No participó | No participó | No participó | No participó | No participó | No participó |
| 1988  | No participó     | No participó | No participó | No participó | No participó | No participó | No participó |
| 1990  | 4.º lugar        | 4            | 1            | 1            | 2            | 3            | 8            |
| 1993  | Fase de grupos   | 3            | 0            | 1            | 2            | 2            | 4            |
| 1995  | No participó     | No participó | No participó | No participó | No participó | No participó | No participó |
| 1997  | No participó     | No participó | No participó | No participó | No participó | No participó | No participó |
| 1999  | Fase de grupos   | 4            | 1            | 0            | 3            | 5            | 15           |
| 2000  | Cuartos de final | 3            | 1            | 0            | 2            | 4            | 6            |
| 2001  | Cuartos de final | 3            | 1            | 0            | 2            | 2            | 4            |
| 2002  | Cuartos de final | 3            | 0            | 1            | 2            | 1            | 4            |
| 2003  | Fase de grupos   | 3            | 0            | 2            | 1            | 5            | 6            |
| 2004  | Fase de grupos   | 3            | 0            | 1            | 2            | 4            | 7            |
| 2005  | Fase de grupos   | 4            | 2            | 0            | 2            | 5            | 11           |
| 2006  | Fase de grupos   | 3            | 0            | 1            | 2            | 3            | 4            |
| 2007  | 4.º lugar        | 5            | 2            | 1            | 2            | 10           | 7            |
| 2008  | No participó     | No participó | No participó | No participó | No participó | No participó | No participó |
| 2009  | Fase de grupos   | 2            | 0            | 0            | 2            | 2            | 13           |
| 2010  | Fase de grupos   | 2            | 0            | 1            | 1            | 2            | 6            |
| 2011  | Fase de grupos   | 3            | 1            | 1            | 1            | 7            | 6            |
| 2013  | Fase de grupos   | 3            | 1            | 2            | 0            | 3            | 2            |
| Total | 15/22            | 48           | 11           | 12           | 25           | 58           | 103          |